# Solana de Ávila
Solana de Ávila és un municipi de la província d'Àvila, a la comunitat autònoma de Castella i Lleó. És proper a les províncies de Salamanca i Càceres. Pertany al partit judicial de Piedrahíta.
Abans de la reorganització províncies de Javier de Burgos, en 1833, va pertànyer a la província de Salamanca amb el nom de La Solana, com la resta de la comarca natural de l'Alt Tormes. Fins a 1979 es va anomenar Solana de Béjar. En 1977 va incorporar les localitats de Santa Lucía de la Sierra, Tremedal i La Zarza juntament amb les seves petits annexos.